# Hishimonus lamellatus
Hishimonus lamellatus är en insektsart som beskrevs av Cai och Kuoh. Hishimonus lamellatus ingår i släktet Hishimonus och familjen dvärgstritar. Inga underarter finns listade i Catalogue of Life.